# فلورنسا ماير تشيس
فلورنسا ماير تشيس (بالإنجليزية: Florence Meier Chase)‏ هي كاتبة علم وعالمة نبات أمريكية، ولدت في 1902، وتوفيت في 6 مايو 1978.